# Cush Jumbo
Pour les articles homonymes, voir Jumbo.
Cush Jumbo, née le 23 septembre 1985 à Londres, est une actrice anglaise de cinéma et de théâtre.

## Biographie
Cush Jumbo est née au King's College Hospital de Denmark Hill, près de Southwark, un quartier de Londres, d'une mère britannique, Angela (née Hall) et d'un père nigérian, Marx Jumbo. Deuxième de six enfants, elle a grandi à Lewisham et Southwark, toujours en banlieue de Londres. Elle a commencé des cours de danse à l'âge de 3 ans, en apprenant les claquettes, le ballet et le moderne et a continué à apprendre la danse de rue, la danse contemporaine, la salle de bal et les danses latines dans les années suivantes.
Enfant, elle a fréquenté l'école primaire Adamsrill à Sydenham. De 11 à 15 ans, elle s'est formée à la Francis Cooper School of Dance tout en fréquentant la Cator Park School for Girls, mais à 14 ans, elle a quitté Cator Park pour se consacrer plus sérieusement à la comédie à la BRIT School à Croydon. Elle est diplômée d'un premier cycle du BA (Hons) Acting à la Central School of Speech and Drama avant de commencer sa carrière. Elle a également envisagé de suivre une formation d'enseignante à Londres avant de finalement se lancer dans une carrière d'actrice.

## Vie privée
Jumbo a épousé Sean Griffin, un assistant réalisateur, en 2014. Ils ont un fils, Maximillian, né en 2018.

## Filmographie

### Cinéma
- 2011 : Les Boloss (The Inbetweeners Movie) : Jaime
- 2012 : National Theatre Live : Miss Neville
- 2015 : L'homme qui voulait se souvenir : Catherine
- 2020 : Bons Baisers du tueur (The Postcard Killings) de Janusz Kamiński : Dessie

### Télévision
- 2007 : Ma tribu (My Family) : la petite-amie
- 2008 : Harley Street (en) : Hannah (6 épisodes)
- 2009 : Torchwood : Lois Habiba (5 épisodes)
- 2009 : Casualty : Zara Finchley
- 2010 : Lip Service : Becky (6 épisodes)
- 2010–2012 : Getting On : Damaris (5 épisodes)
- 2012–2016 : Les Enquêtes de Vera (Vera) : DC Bethany Whelan (7 épisodes)
- 2015–2016 : The Good Wife : Lucca Quinn (22 épisodes)
- 2017–2020 : The Good Fight : Lucca Quinn (40 épisodes)
- 2020 : Trying : Jane (2 épisodes)
- 2020 : Le Mystère Kendrick (Deadwater Fell) : Jess Milner (4 épisodes)
- 2020–2021 : The Beast Must Die : Frances Cairnes (5 épisodes)
- 2021 : Ne t'éloigne pas : Megan (8 épisodes)
- 2023 : Criminal Record
- 2024 : Casier judiciaire : Détective June Lenker[1].